# Ciro Domenico Kroon

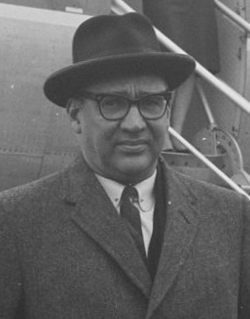
Ciro Domenico Kroon

Ciro Domenico Kroon (* 31. Januar 1916 in Curaçao - 2001) war ein Politiker der Niederländischen Antillen der Democratische Partij (DP), der zwischen 1968 und 1969 Premierminister der Niederländischen Antillen war.

## Leben

### Abgeordneter und Minister
Kroon war Nachfahre von Sklaven, die im Rahmen der sogenannten slavenemancipatie 1863 teilweise Freiheitsrechte erhielten. Er war der jüngste Sohn und zugleich einzige Kind aus der zweiten Ehe des Zimmermanns und Schatzmeisters der Handwerkervereinigung Liga di Artesano Eduard Bernardus Kroon Beeld und dessen zweiter Ehefrau Catrijn Benita Zimmerman. Mit Zustimmung der Regierung wurde der Familienname mit Wirkung vom 20. Dezember 1925 von Kroon Beeld in Kroon geändert.
Zunächst arbeitete er zwischen 1942 und 1951 als Beamter im Wirtschaftsministerium und gehörte neben Efraïn Jonckheer zu den Mitgründern der liberal-sozialdemokratischen Democratische Partij (DP). Für diese wurde er 1949 zum Mitglied des Parlaments (Staten van de Nederlandse Antillen) gewählt und übernahm im Anschluss von 1951 bis 1957 die Funktion als Deputierter für Soziales und Wirtschaft für Curaçao.
Er war zwischen 1957 und 1968 Minister für Soziales, Volksgesundheit und Wirtschaft (Minister van Sociale Zaken, Volksgezondheid en Economische Zaken) in den vier Kabinetten von Premierminister Efraïn Jonckheer und zuletzt auch Vize-Premierminister. In dieser Funktion unternahm er im Oktober 1964 eine Europareise und trat dabei unter anderem Henri Rochereau, dem Kommissar für überseeische Entwicklung der Europäischen Gemeinschaften.

### Premierminister, Krisenjahr 1969 und Familie
Am 14. Februar 1968 wurde Kroon Nachfolger von Efraïn Jonckheer als Premierminister der Niederländischen Antillen. Während seiner Amtszeit kam es am 30. Mai 1969 zu einem blutigen Arbeiteraufstand auf Curaçao, dem sogenannten Trinta di Mei. Einer der Hauptgründe hierfür war der Abbau der Arbeitsplätze bei den Unternehmen der Royal Dutch Shell in den Niederländischen Antillen von 11.000 im Jahr 1952 auf 4000 im Jahr 1969 und dem damit verbundenen Anstieg der Arbeitslosigkeit von 5000 im Jahr 1961 auf 8000 im Jahr 1966. Dies führte zugleich zu einer Spaltung der Gesellschaft in die seit Generationen dort lebenden, Papiamentu sprechenden sogenannten „Landskinderen“ und die sogenannten „Makambas“, die im Zuge des Ölbooms neu eingewanderten, überwiegend niederländischsprachigen Zuwanderer aus dem Mutterland. Der gegen Kapitalismus, Kolonialismus und Rassismus gerichtete Aufstand vom 30. Mai 1969 wurde getragen von der 1965 gegründeten Union Reformista Antillano (URA) und von Personen wie dem Gewerkschafter Papa Godett und dem Journalisten Stanley Brown geführt. Bei dem Aufstand kamen zwei Menschen ums Leben und 69 Personen wurden verletzt. Der Gesamtschaden wurde mit 40 Millionen US-Dollar beziffert. Kroon übte das Amt des Premierministers noch bis September 1969 aus und übergab dieses dann an eine Interimsregierung unter Gerald Sprockel. 1969 war er Vorsitzender der DP-Fraktion im Parlament. 
Kroon, der sich auch in der Freimaurerloge Igualdad, engagierte war zwischen 1973 und 1975 Wirtschaftsminister in der Regierung von Premierminister Juancho Evertsz. Später war er Gründer und Geschäftsführender Vorstandsvorsitzender der Banco Mercantil de Venezuela. Ende 1985 trat er noch einmal politisch in Erscheinung, als er als Informateur an der Bildung der zweiten Regierung von Premierminister Don Martina beteiligt war. Zeitweilig war er Mitglied des Raad van Advies, ein Organ zur Beratung der Regierung.
Aus der ersten Ehe seines Vaters mit Matilda Wilhelmina de Windt gingen fünf Halbgeschwister hervor, darunter der Dichter, Essayist und Romanautor Willem Elegio Kroon (1886–1949), José Maria Pedro Kroon (1893–1982), Mitglied des Parlaments und Verleger der in Papiamentu erschienenen Tageszeitung La Union und der Unternehmer und Honorarkonsul der Dominikanischen Republik, Eduard Caspar Kroon (1903–1968). Sein Neffe und Sohn seiner Halbschwester Veronica Carmen Kroon, Hector Silvio Weber, war Richter am Hof van Justitie sowie zwischen 1969 und 1971 Vize-Premierminister und Minister für Wirtschaft und Soziales.
Aus seiner eigenen Ehe mit der ebenfalls aus Curaçao stammenden Edna Sluis gingen zwei Kinder hervor. 